# Tilde (Vorname)
Tilde ist ein weiblicher Vorname.

## Herkunft und Varianten
Der Name ist die dänische und schwedische Verkleinerungsform von Mathilda oder Matilda.

## Bekannte Namensträgerinnen
- Tilde Fröling (* 1980), schwedische Schauspielerin und Moderatorin
- Tilde Johansson (* 2001), schwedische Weitspringerin und Hürdenläuferin
- Mathilde „Tilde“ Klose (1892–1942), deutsche Gewerkschafterin
- Tilde Michels (1920–2012), deutschsprachige Kinder- und Jugendbuchautorin